# Not Tomorrow Yet
«Aún no es Mañana» —título original en inglés: «Not Tomorrow Yet»— es el décimo segundo episodio de la sexta temporada de la serie de televisión The Walking Dead. Se estrenó el día 6 de marzo de 2016, la cadena Fox hizo lo mismo el día 7 del mismo mes en España e Hispanoamérica. Fue dirigido por el productor ejecutivo y especialista en los efectos especiales de maquillaje supervisor Greg Nicotero y en el guion estuvo a cargo Seth Hoffman.

## Argumento
Mientras Carol (Melissa McBride) sale por suministros mata sangrientamente un caminante que laboriosamente recompone su apariencia antes de la realización y distribución de galletas de bellotas para los niños y sus amigos en Alexandría. Cuando Rick regresa. el policía le dice que habrá una nueva lucha, y luego visita la tumba de Sam Anderson. Morgan (Lennie James) la encuentra allí y le pregunta por qué no han hablado desde que se enfrentaron en el sótano hace dos meses. Resulta que Carol convenció a Denise (Merritt Wever), Eugene (Josh McDermitt), Tara (Alanna Masterson) y Rosita (Christian Serratos) de guardar silencio sobre el incidente, con el pretexto de proteger a Denise, aunque Carol parece menos segura ahora sobre quién es el que se está protegiendo. Carol deja una galleta en la tumba de Sam, preocupada sobre quién va a morir en esta nueva guerra.
Rick convoca una asamblea y establece el acuerdo con la colonia Hilltop y explica sobre la nueva amenaza humana Los Salvadores y que casi mataron a Sasha (Sonequa Martin-Green), Abraham (Michael Cudlitz) y Daryl (Norman Reedus) y que sólo sería cuestión de tiempo antes de que encontraran Alexandría. Morgan propone que indique su voluntad de luchar podría ser suficiente para detener a Los Salvadores, pero Rick no está de acuerdo y no renunciará a la iniciativa, prefiriendo hacer un ataque furtivo preventivo contra Los Salvadores y de esta manera aniquilarlos, sin dormir esa noche, Carol abre un diario de lo que parece ser una lista de aquellos a los que ha matado: (?) En la prisión; Karen y David; Lizzie; aproximadamente 7 en Terminus; 7 y lobos.
Ella asciende a 18 vidas tomadas, rodeando el número, ya que pesa en su conciencia. Carol camina sin rumbo, a fumar un cigarro, y se encuentra con Tobin quien también se encuentra inquieto. Carol le revela a Tobin que puede hacer cosas que le aterrorizan, y dice que ella sigue siendo una madre en la comunidad, que ella tiene esa fuerza hacia la mayoría de la gente en Alexandría, pero significa algo más para él. Ella lo besa, Maggie y Glenn están preocupados, también, al negociar para el acuerdo Maggie siente que tiene un imperativo moral para llevarlo a cabo, sin embargo, sugiere que lleve un reloj para mantener la posición perímetral. Abraham aprovecha la oportunidad del viaje y hace sus maletas y mudarse, dejando a Rosita sola, diciendo que "la mierda sucede." Ella exige respuestas y Abraham admite que cuando se conocieron él pensaba que era la última mujer en la tierra - pero ella no lo es. Abraham le termina la relación y se va, Eugene aparece y es incapaz de consolar a Rosita. Más tarde, todavía una devastada Rosita sobre se queja a Carol sobre Morgan que tiene el valor de hacer olas en la reunión, pero está de acuerdo con Carol en no decirle.
Rick, Daryl, Glenn (Steven Yeun) y Maggie (Lauren Cohan) improvisan estrategias de ataque con Andy, un explorador de la colonia Hilltop, organizando un ataque al edificio en donde se sitúan Los Salvadores. Tienen previsto llegar en la noche, supuestamente entregarles la cabeza de Gregory para ser admitido en el edificio, y aprovechar para llegar a la habitación en donde creen que esta la sala de armas. Para facilitar esto, Glenn y Heath matan a algunos caminantes, en busca de un sustituto de la cabeza de Gregory, y hablan de tener que matar a otra persona por primera vez. Rick, Jesús y Andy escogen entre tres cabezas, y después de Rick rompe la nariz y Andy dice que Los Salvadores son de tenerles miedo, pero no son nada ante Rick.
Rick y el grupo llegan a una instalación con dos enormes antenas de radio. Andy juega su papel, de la siembra de hacia dos Salvadores centinelas cuando trae la cabeza, y logra engañar a ellos. Uno de ellos es asesinado por Daryl y cuando el segundo regresa con el rehén Craig, Michonne (Danai Gurira) lo mata antes de que se da cuenta. Operando en pares, Rick y Daryl, Abraham y Sasha, Glenn y Heath (Corey Hawkins), Rosita y Aaron (Ross Marquand) se infiltran en el edificio con Michonne en reserva. Comienzan una búsqueda sistemática habitación por habitación para el arsenal, Rick ordena en matar a Los Salvadores que se encuentran durmiendo. Rick llega a matar a varios Salvadores que se encontraban dormidos, mientras que Glenn y Heath se encontraban en un aposento en donde se encuentran dos Salvadores que estaban reposando Glenn empieza a tener dificultades para asesinar a los Salvadores ya que siente demasiado remordimiento para matar cuando logra matar a uno Glenn empieza a sentir un cargo de conciencia luego Heath está a punto de matar al otro Salvador que estaba dormido y Glenn lo detiene. Sin embargo Glenn se percata en una pared decorada con 20 fotos de brutales asesinatos y gente que había muerto asesinada por disparos en la cabeza, y mira los trofeos de un asesino en serie, acto en que Glenn procede a matarlo.
En el exterior, Tara y Gabriel ayudan a Andy a distanciar a Craig en un vehículo en el que lo vigilan con Jesús. Tara le pregunta a Gabriel si él sigue siendo un sacerdote, y confiesa que mintió a Denise, que había estado involucrada en un ataque a otra comunidad humana anteriormente, y no le gustó. el padre Gabriel (Seth Gilliam) y Jesús (Tom Payne) la consuelan diciendo que su amor por Denise es su razón para luchar. Mientras Sasha y Abraham están ocupados por una puerta cerrada, un Salvador entra en ellos e intenta matar a Abraham con un cuchillo. Sasha lo apuñala pero el hombre se retira definitivamente y presiona el boton de la alarma de incendio. Carol y Maggie, quienes estaban vigilando con Tara y Gabriel, escuchan la alarma, pero Carol, que estaba enojada por Maggie al querer ir a ayudar e insiste en acompañarla, Carol intenta detener a Maggie pero es inútil. Tara y Jesús envían a Andy llevar a Craig a la colonia Hilltop manteniéndolo vivo y asegurarse de que Hilltop no se involucre en el ataque. Jesús, sin embargo, se pone su máscara y entra, para ayudar al grupo de Rick a eliminar la Los Salvadores.
Rick utiliza un fusil de asalto para matar a tres Salvadores en una escalera descendente. Aarón mata a otro y luego cuando uno está a punto de matar a Aarón es salvado por Rosita de una muerte segura. Los Salvadores salen afuera y abren fuego a Tara y Gabriel quienes intentan huir del edificio, Tara y Gabriel logran eliminar a dos. Glenn y Heath son perseguidos por varios Salvadores y ambos son casi acorralados pero llegan con éxito a la sala de armas y recogen los fusiles de asalto para disparar a través de su puerta; se sorprendieron por la matanza que habían ocasionado y un Salvador aún seguía con vida apunta una pistola hacia Glenn, pero en eso llega Jesús y lo salva de morir a Glenn matando al Salvador en el acto. A pesar de que el tiroteo fue muy intenso, el equipo de Rick no sufrió ninguna baja.
En plena luz del día, Glenn, Tara y Heath salen de la base de Los Salvadores. De vuelta en Alexandría, Morgan afanosamente comienza a soldar e improvisar una celda de detención. Michonne le pregunta a Rick y trata de adicinar sobre cuál de esos cadáveres podría ser Negan, el grupo de Rick se detiene ya que un Salvador sobrevive e intenta escapar en moto —Daryl se percata que era su moto la cual había sido robada antes.— Rosita logra herirlo y Daryl se arremete al hombre y lo golpea pero de pronto una voz femenina se habla por el intercomunicador del Salvador ordenándoles que bajen sus armas, diciendo que tienen de rehenes a Carol y Maggie.

## Producción
Chandler Riggs (Carl Grimes) y (Austin Nichols) (Spencer Monroe) no aparecen en este episodio, pero igual son acreditados.
Esta es la última aparición de Alanna Masterson en la temporada debido a su licencia de maternidad.[cita requerida] Ella hace una breve reaparición en la secuencia de un sueño en el estreno de la séptima temporada and y regresa a tiempo completo en el sexto episodio de la séptima temporada, "Swear".
Una de las cabezas de zombis cortadas que aparecen en el episodio estaba basada en Johnny Depp. El director del episodio Greg Nicotero dijo: "Creo que había esculpido una versión demacrada de una cabeza falsa para algo y usamos la cabeza de Johnny Depp como base solo para una escultura de arcilla". Este episodio presenta la primera aparición de Alicia Witt, que tiene un rol de solo voz al final del episodio. Su lanzamiento se anunció en febrero de 2016.

## Recepción

### Recepción de la crítica
El episodio recibió elogios de la crítica. Lleva a cabo una calificación positiva de 96% con una puntuación media de 8,2 sobre 10 en la revisión agregadora de la Rotten Tomatoes. Los críticos comentaron lo siguiente: "No Tomorrow Yet" ha adquirido una paciencia en pruebas de tensión de los espectadores debido a una lenta formación y entrega con un potente final, lleno de acción.

### Índices de audiencia
El episodio promedio una calificación de 6.1 en adultos 18-49, con 12.816 millones de televidentes totales.